# Baresel
Die Baresel Tunnelbau GmbH ist eine deutsche Bauunternehmung mit Sitz in Leinfelden-Echterdingen. Das Unternehmen ist Teil der Köster-Gruppe.

## Geschichte
Im Jahre 1876 gründete Carl Baresel in Frankfurt am Main eine Bauunternehmung, die 1903 ihren Stammsitz nach Stuttgart verlegte. Am 21. Dezember 1921 wurde die Gesellschaft für Tiefbauten AG Stuttgart gegründet und am 31. Dezember 1921 in das Handelsregister eingetragen. Lediglich wenige Tage später, am 14. Januar 1922, firmiert die Gesellschaft für Tiefbauten AG Stuttgart in C. Baresel AG um.

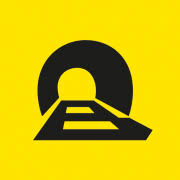
Firmenlogo der C. Baresel AG

Die Aktiengesellschaft wuchs nach dem Zweiten Weltkrieg zu einem bedeutenden Bauunternehmen. In der Nachkriegszeit bis in die 1970er Jahre war Gerhard Todenhöfer Vorstand. Ihm folgte der Politiker Lothar Späth, der im Vorstand (1975–1977) und im Aufsichtsrat der C. Baresel AG tätig war. Ende der 1990er Jahre ein überregional tätiges Unternehmen mit etwa 1500 Mitarbeitern und mehreren Tochter- und Beteiligungsunternehmen im In- und Ausland. So erwarb Baresel nach 1990 die sächsische Baufirma Hoch- und Tiefbau Pirna, welche später in der Niederlassung Dresden, mit Sitz in Heidenau, aufging. Hauptaktionäre um 1990 waren mit rund 41 Prozent die Familien Baresel-Bofinger, mit rund 24 Prozent die Familien Steidle-Sailer und mit rund 15 Prozent die Hofkammer des Hauses Württemberg. 1993 sicherte sich die Hofkammer den Mehrheitsanteil von 51 Prozent.
Im September 1999 hat der Wettbewerber Köster Bau AG & Co., Osnabrück, eine Beteiligung von 74,9 Prozent an der C. Baresel AG übernommen. Verkäufer war die Hofkammer des Hauses Württemberg.
Als hundertprozentige Tochter der Köster Gruppe firmiert das Bauunternehmen seit 2005 als Baresel GmbH. Die Löschung der Baresel AG aus dem Handelsregister erfolgte am 6. Januar 2006. Die Baresel GmbH unterhält mit rund 400 Mitarbeitern Niederlassungen in Stuttgart, Grasbrunn bei München, Neu-Isenburg bei Frankfurt am Main, Neu-Ulm sowie Mannheim und gehört zur Firmengruppe der Köster GmbH in Osnabrück.
Bis zum Jahr 2000 gehörte zur damaligen C. Baresel AG noch die Tochter Baresel GmbH & Co KG Kies- und Steinwerke mit Sitz in Ehningen. Sie betreibt neben dem Steinwerk in Ehningen, dem Umschlagplatz in Rottenburg am Neckar sowie dem Kieswerk in Laiz, Stadtteil von Sigmaringen, auch das Kieswerk Nord-Moräne GmbH & Co. KG in Bittelschieß, Ortsteil von Krauchenwies, sowie etliche Beteiligungen im Kies- und Transportbetonbereich im Dresdner- und Bodenseeraum.
Am 1. Januar 2019 erfolgte die Umfirmierung der Baresel GmbH in die Baresel Tunnelbau GmbH. Das Unternehmen bietet Leistungen für die gesamte Projektabwicklung im Tunnelbau.